# Авенир (футбольный клуб)
«Авени́р» — футбольный клуб, базирующийся в Беггене, южной части города Люксембург.
Клуб был основан в 1915 году под названием ФК «Даринг», но несколько лет спустя сменил своё название на «Авенир». В 1940 году клуб был переименован в СВ 1915, но в 1944 году ему снова вернули своё прежнее название «Авенир».
«Авенир» играл в высшем дивизионе чемпионата Люксембурга по футболу с сезона 1965/66 до сезона 2005/06, по итогам которого выбыл в Почётный дивизион. Финишировав на втором месте, «Авенир» вернулся в высший дивизион, но через несколько сезонов, в 2008/09, снова вылетел.

## Достижения
Высший дивизион
- Чемпион: 1968/69, 1981/82, 1983/84, 1985/86, 1992/93, 1993/94
- Вице-чемпион: 1974/75, 1982/83, 1986/87, 1989/90, 1991/92

Кубок Люксембурга
- Победитель: 1982/83, 1983/84, 1986/87, 1991/92, 1992/93, 1993/94, 2001/02
- Финалист: 1973/74, 1987/88, 1988/89, 1997/98

## Еврокубки
«Авенир» квалифицировался в соревнования УЕФА 16 раз.
- Кубок/Лига чемпионов

Квалификационный раунд (2): 1993-94, 1994-95
Первый раунд (4): 1969-70, 1982-83, 1984-85, 1986-87
- Кубок УЕФА

Квалификационный раунд (1): 2002-03
Первый раунд (4): 1975-76, 1985-86, 1990-91, 1995-96
- Кубок обладателей Кубков

Первый раунд (4): 1983-84, 1987-88, 1988-89, 1992-93
Второй раунд (1): 1974-75